# ألكسندر بيسون
ألكسندر بيسون (بالفرنسية: Alexandre Bisson) (9 أبريل 1848 في فرنسا - 27 يناير 1912، باريس في فرنسا)؛ كاتب مسرحي، كاتب سيناريو وروائي فرنسي.

## روابط خارجية
- ألكسندر بيسون على موقع IMDb (الإنجليزية)
- ألكسندر بيسون على موقع ألو سيني (الفرنسية)
- ألكسندر بيسون على موقع أول موفي (الإنجليزية)
- ألكسندر بيسون على موقع قاعدة بيانات برودواي على الإنترنت (الإنجليزية)
- ألكسندر بيسون على موقع قاعدة بيانات الأفلام السويدية (السويدية)
- ألكسندر بيسون على موقع قاعدة بيانات الفيلم (الإنجليزية)
- ألكسندر بيسون على موقع كينوبويسك (الروسية)